# Fraterhaus Herford
Das Fraterhaus Herford war eine Niederlassung der Brüder vom gemeinsamen Leben (Fraterherren) im ostwestfälischen Herford. Es bestand von 1428 bis 1801, seit 1525 als lutherische Einrichtung.

## Geschichte

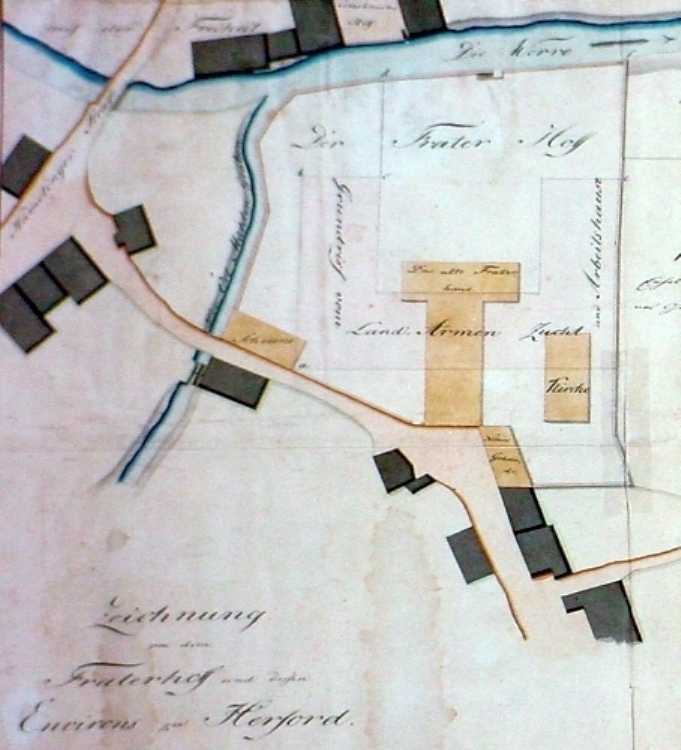
Lageplan des Fraterhofs zur Zeit der Aufhebung 1801; am oberen Bildrand (Westen) die alte Werre, links gekreuzt von der Hämelinger Straße; über die damals bestehenden Gebäude (braun) ist in blassem Farbton der hufeisenförmige Grundriss des geplanten Land-Armen-, Zucht- und Arbeitshauses gelegt.

### Gründung
Nach offenbar jahrelanger Vorbereitung vor allem durch Gottfried Borninck konnten die Brüder 1426 am Nordrand der Herforder Neustadt (Auf dem Hollande) unmittelbar am (damaligen) Ufer der Werre ein Anwesen erwerben. 1428 erfolgte die formelle Gründung, 1431 die päpstliche Bestätigung.

### Tätigkeit
Die Fraterherren folgten dem Frömmigkeitsideal der Devotio moderna, das Demut, persönliche Christusbeziehung und seelsorgliches Bemühen, aber auch praktische Arbeit vorsah. Wie die anderen Fraterhäuser lebten sie vor allem vom Abschreiben und Binden kostbarer geistlich-theologischer Bücher. Sie verstanden sich nicht als Mönche und kannten keine Gelübde. Seit 1430 betreuten sie den aus einer Stiftung Hermann Dwergs in der Nachbarschaft ihres Hauses gegründeten Studentenhof. 1453 gründeten sie ebenfalls auf dem Hollande das Schwesternhaus.

### Reformation
Etwa seit 1512 gehörte Jacob Montanus (ca. 1460–1534) dem Konvent der Herforder Fraterherren an und lehrte am Studentenhof. Er zählte zu den vom Renaissance-Humanismus geprägten Brüdern. Wahrscheinlich durch Vermittlung Philipp Melanchthons kam er um 1522 in Kontakt mit Martin Luther; es entspann sich ein freundschaftlicher Briefwechsel zwischen dem Reformator und den führenden Köpfen des Fraterhauses. 1525 verstanden sich sowohl die Fraterherren wie die Frauen des Schwesternhauses als lutherisch. Im selben Jahr wurden der Rektor und der Prorektor des Fraterhauses, Gerhard Wiskamp und Heinrich Telgte, durch Bischof Erich von Paderborn und Osnabrück wegen lutherischer Häresie gefangen gesetzt und erst gegen Zahlung von 300 Gulden durch die Brüder sowie gegen die Erklärung, bei Strafe von 1000 Gulden nicht in die Irrlehre zurückfallen zu wollen, freigelassen.
Inzwischen waren alle Klöster und Pfarrkirchen Herfords zur Reformation übergegangen (siehe auch Einführung der Reformation in Herford). 1532 beschloss der Stadtrat die Aufhebung der Konvente und die Einpfarrung ihrer Mitglieder in Ziviltracht in die Bürgergemeinden. Das verweigerten jedoch die Fraterherren und die Frauen des Schwesternhauses, und sie wandten sich an Luther. Obwohl entschieden lutherisch gesinnt, wollten sie ihr bisheriges klosterähnliches Gemeinschaftsleben, das schon zuvor ohne Gelübde und ohne den Anspruch einer höheren mönchischen Vollkommenheit gewesen war, fortsetzen und ihren Rechtsstatus und ihren Habit behalten. Der Vorgang ist einzigartig in der Reformationsgeschichte. Luther antwortete umgehend mit rückhaltloser Unterstützung, lobte den evangeliumsgemäßen Geist der beiden Häuser und bat den Stadtrat, dem Wunsch zu entsprechen. Daraufhin wurden die Häuser von der Säkularisation ausgenommen.
Der Konflikt war jedoch nicht beigelegt und wurde vor allem von Johannes Dreyer, dem lutherischen Pfarrer der Stadtkirche, weiter geschürt. Die Brüder schrieben erneut an Luther und fanden zugleich eine Verbündete in Anna von Limburg, Äbtissin des Stifts Herford, die eine offizielle Verhandlung der Sache anstrebte und ihrerseits an Luther schrieb. Dieser bemühte sich um Vermittlung und bescheinigte den öffentlich anerkannten Kommunitäten – im Gegensatz zu privaten Gruppierungen – das Recht, vom Pfarrzwang ausgenommen zu bleiben. Gleichzeitig empfahl er Rektor Wiskamp, freiwillig auf die Exemtion zu verzichten, erkannte den Brüdern jedoch darüber wie über alle Besitz- und Gewänderfragen volle Entscheidungsfreiheit zu. Dem Stadtrat gegenüber stellte er die Angelegenheit wie eine Übergangserscheinung hin, was wiederum die Brüder irritierte.
Bis 1542 folgten weitere Konflikte zwischen Stadtrat und Pfarrerschaft einerseits und den Brüdern andererseits, in denen Luther die Brüder unterstützte. Schließlich erlangten sie die definitive und dauernde Anerkennung.

### Aufhebung der Einrichtung und Weiternutzung der Gebäude
Anfang des 19. Jahrhunderts hob die königlich-westphälische Regierung das Fraterhaus als Rechtskörperschaft auf. Auf dem Grundstück wurden ein Land-Armenhaus und ein Zucht- und Arbeitshaus eingerichtet.